# Legends (Warcraft)
Legends è una serie a fumetti ambientata nell'universo di Warcraft, creato da Blizzard Entertainment. Ciascuno dei cinque volumi che la compongono è suddiviso in quattro o cinque storie indipendenti fra loro.

## Volume 1
Il primo volume è stato pubblicato il 12 agosto 2008; contiene quattro storie:
- Caduto (Fallen)

Storia di Richard A. Knaak, disegni di Jae-Hwan Kim
Il tauren Trag Highmountain (precedentemente apparso nella trilogia del Pozzo Solare) risorge come non morto; cerca l'aiuto della sua tribù, che però cerca di distruggerlo con l'inganno; Trag li sconfigge e se ne va (prosegue nel volume successivo).
- Il viaggio (The Journey)

Storia di Troy Lewter e Mike Wellman, disegni di Mi-Young No e Mi-Jung Kang
Un gruppo di avventurieri assolda un contadino per guidarli verso Andorhal, nelle Terre Infette, con lo scopo di liberarla dal Flagello.
- Come farsi degli amici (How to Win Friends)

Storia di Dan Jolley, disegni di Carlos Olivares, Marc Rueda e Janina Gorrissein
L'inventore gnomo Lazlo Grindwidget, deriso dai colleghi per le sue invenzioni inutili, salva il villaggio da un troll dei ghiacci impazzito.
- Un mestiere onesto (An Honest Trade)

Storia di Troy Lewter, disegni di Nam Kim
Nori Blackfinger, un armaiolo nano di Baia del Bottino vende le sue armi a chiunque paghi abbastanza, senza curarsi della reputazione del compratore. Dopo che suo figlio viene ucciso da un bandito orco con una delle sue armi, decide di cambiare le cose e di vendicarsi.

## Volume 2
Il secondo volume è stato pubblicato il 11 novembre 2008; contiene quattro storie:
- Paura (Fear)

Storia di Richard A. Knaak, disegni di Jae-Hwan Kim
Trag Highmountain ha un incontro con il capo dell'Orda Thrall; dopo ciò, decide di recarsi a Nordania per incontrare il suo destino (segue dal volume precedente e prosegue nel successivo).
- Warrior: Divise (Warrior: Divided)

Storia di Grace Randolph, disegni di Erica Horita
Due sorelle gemelle umane, Loania e Lieren, cresciuta l'una dagli alti elfi e l'altra dai nani Granmartello, si incontrano e decidono di cercare i loro veri genitori (prosegue nel quinto volume).
- In viaggio (Miles to Go)

Storia di Dan Jolley, disegni di Elisa Kwon
La giovane sciamana tauren Kova Broadhorn viene inviata da Magatha Grimtotem a cercare una sua vecchia amica eremita; lungo il tragitto, si unisce a lei un guerriero gnomo, Miles Corebender.
- Valori di famiglia (Family Values)

Storia di Aaron Sparrow, disegni di In-Bae Kim
Durante il selvaggio genocidio dei draenei a Draenor da parte dell'Orda, l'orco Jaruk Bloodfyre decide di mettere in salvo una bambina draenei, Leena; ciò lo porterà a scontrarsi con il suo stesso sanguinario fratello.

## Volume 3
Il terzo volume è stato pubblicato il 17 marzo 2009; contiene quattro storie:
- Demone (Fiend)

Storia di Richard A. Knaak, disegni di Jae-Hwan Kim
Raggiunta Nordania, Trag Highmountain comincia la ricerca del Re dei Lich; durante il viaggio nella Tundra Boreana incontra un villaggio di taunka, dove viene ospitato; il villaggio viene messo sotto attacco dai nerubiani, ma grazie all'aiuto di Trag essi vengono sconfitti, e tramite le loro caverne il tauren non morto riesce a raggiungere i piedi della cittadella di Corona di Ghiaccio (segue dal volume precedente e prosegue nel successivo).
- Il sangue del crociato (Crusader's Blood)

Storia di Dan Jolley, disegni di Fernando Heinz Furukawa, Rocio Zucchi e Jan Michael Aldeguer
Un gruppo di fanatici della Crociata Scarlatta uccide due civili, una contadina Reietta e un mercante elfo del sangue; lo zio della Reietta e la sorella dell'elfo cercano vendetta, ma vengono uccisi a loro volta; subito dopo, l'intero accampamento dei crociati viene raso al suolo dai Reietti guidati da Sylvanas e Varimathras. La storia viene narrata da Renee, una locandiera Reietta, ad un crociato prigioniero nella cantina della sua locanda; alla fine del racconto si scopre che Renee era il capo di quel gruppo di crociati, la cui sete di sangue li aveva portati alla morte
- L'ideale per la festa di Yule (I Got What Yule Need)

Storia di Christie Golden, disegni di Carlos Olivares
Storia a tema natalizio con protagonista un goblin in cerca di soldi facili.
- Il brivido della caccia (The Thrill of the Hunt)

Storia di Troy Lewter, disegni di Qing Ping Mui
Il cacciatore nano Hemet Nesingwary impara il rispetto per gli animali aiutando un'elfa della notte a proteggere dei cuccioli di frostsaber

## Volume 4
Il quarto volume è stato pubblicato il 16 giugno 2009; contiene quattro storie:
- Destino (Fate)

Storia di Richard A. Knaak, disegni di Jae-Hwan Kim
Trag Highmoutain si scontra finalmente con il Re dei Lich, riuscendo a liberarsi dal suo controllo (segue dal volume precedente).
- Bloodsail Buccaneer

Storia di Dan Jolley, disegni di Fernando Heinz Furukawa
Tre adolescenti delle Marche Occidentali vengono catturati dai Bucanieri Velerosse, e finiscono col diventare membri della ciurma; quando però i genitori di uno di loro vengono rapiti, devono decidere da che parte stare.
- La famiglia non si tocca (Blood Runs Thicker)

Storia di Tim Beedle, disegni di Ryo Kawakami
Kerry Hicks, una ragazza della Darkmoon Faire, viene falsamente accusata di omicidio; Silas Darkmoon e gli altri suoi amici si adoperano per salvarla, escogitando nel frattempo vendetta contro l'accusatore
- Guerrieri si diventa (A Warrior Made)

Storia di Christie Golden, disegni di In-Bae Kim
Draka, una debole giovane orchessa, cerca di risollevarsi dallo stato di "fuoricasta" in cui la sua fragilità l'ha relegata (prosegue nel volume successivo).

## Volume 5
Il quinto volume è stato pubblicato il 1º settembre 2009; contiene cinque storie:
- Guerrieri  (A Warrior Made)

Storia di Christie Golden, disegni di In-Bae Kim
Draka riesce a riscattarsi e trova l'amore di Durotan, l'erede del capo del clan.
- Warrior: Unite (Warrior: United)

Storia di Grace Randolph, disegni di Erica Awano
Le due sorelle Lieren e Loania, dopo aver scoperto il fato della loro madre, s'introducono a Karazhan per scoprire quello del padre (segue dal secondo volume).
- Il primo Guardiano (The First Guardian)

Storia di Louise Simonson, disegni di Seung-hui Kye
La storia narra della fondazione del Concilio di Tirisfal e del primo compito del primo Guardino di Tirisfal, il mezzelfo Alodi.
- Fuoco purificatore (A Cleansing Fire)

Storia di Evelyn Fredericksen, disegni di Ryo Kawakami
Un membro della Crociata Scarlatta entra nella spirale del fanatismo, e precipita nella follia quando si accorge di aver ucciso i suoi stessi famigliari; dopo la sua morte, rinasce come il terribile Cavaliere Senza Testa.
- Incubi (Nightmares)

Storia di Richard A. Knaak, disegni di Rob Ten Pas
La storia mostra gli incubi di Thrall, Jaina Marefiero e Magni Barbabronzea nel periodo in cui l'Incubo di Smeraldo riesce a dominare Azeroth (la storia s'inquadra nei fatti narrati nel romanzo Grantempesta, sempre di Knaak).

## Edizioni
Richard A. Knaak, Dan Jolley e Troy Lewter, Warcraft : legends, Milano, Mondadori, 2010, ISBN 9788804594475.